# Карель, Жак
Жак Карель де Сент-Гард (фр. Jacques Carel de Sainte-Garde; 1620—1684) — французский поэт, теоретик искусства, публицист и философ.
Родился в Руане. Был священником. В 1661—1666 годах жил в Испании, где входил в свиту посла Жоржа д’Обюссона де Ла Фёйяда. В 1670 году издал записки о своём пребывании в Мадриде (Mémoires curieux envoyés de Madrid).
В 1663 году выпустил Lettres sur la Philosophie de M. Descartes, где критиковал философию Декарта.
Во второй половине 1660-х годов сочинил героическую поэму Childebrand, ou les Sarrasins chassés de France, посвящённую борьбе с арабами французского полководца VIII века Хильдебранда I. Никола Буало раскритиковал поэму и, в частности, выбор героя (слишком малоизвестного читателю). Карель вступил с Буало в полемику, опубликовав Défense des beaux esprits de ce temps contre un satirique (1675), однако в 1679 году выпустил вторую, расширенную редакцию поэмы Charle Martel, ou les Sarrazins chassés de France, в заглавии которой фигурирует уже значительно более известный брат Хильдебранда Карл Мартелл. Поэма была посвящена королю Людовику XIV.
В 1676 году опубликовал труд по теории искусства Réflexions académiques sur les orateurs et sur les poètes.